# 칼럼

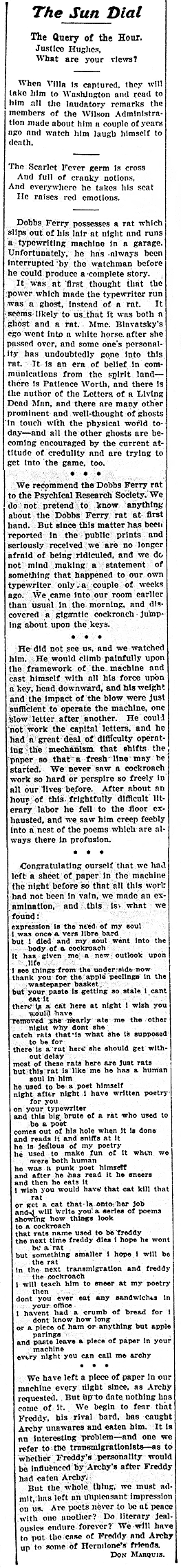

칼럼(column), 또는 기고글(寄稿글)은 신문, 잡지 등에서 시사, 사회, 풍속 등을 촌평하는 기사 또는 난을 가리키는 말이다. 이와 같은 난에 기고하는 사람을 칼럼니스트라고 하며, 주로 논설위원이 쓰고 사회의 저명 인사가 쓰기도 한다.

## 같이 보기
- 평론

## 참고 자료
- 이 문서에는 다음커뮤니케이션(현 카카오)에서 GFDL 또는 CC-SA 라이선스로 배포한 글로벌 세계대백과사전의 내용을 기초로 작성된 글이 포함되어 있습니다.